# NGC 1048A
NGC 1048A est une lointaine galaxie spirale barrée vue par la tranche et située dans la constellation de la Baleine. Sa vitesse par rapport au fond diffus cosmologique est de (11 111 ± 16) km/s, ce qui correspond à une distance de Hubble de 164 ± 11 Mpc (∼535 millions d'al). La paire de galaxie dont fait partie NGC 1048A a été découverte par l'astronome américain Lewis Swift en 1885.
NGC 1048A est une galaxie active de type Seyfert 2 (Sy 2).
Selon la base de données Simbad, NGC 1048A est une galaxie LINER, c'est-à-dire une galaxie dont le noyau présente un spectre d'émission caractérisé par de larges raies d'atomes faiblement ionisés.
La galaxie PGC 10140 est identifiée à NGC 1048 et PGC 10137 à NGC 1048A sur la base de données NASA/IPAC. Les sites de SED et du professeur Seligman emploient plutôt NGC 1048A pour PGC 10137 et NGC 1048B pour PGC 10140, ce qui peut porter à confusion. Les caractéristiques données ici sont celles de PGC 10137. Celles de PGC 10140 sont décrites sur la page NGC 1048.